# Алкан
Вижте пояснителната страница за други значения на Алкан.
Алканите, с обща формула CnH2n+2, са органични химични съединения, принадлежащи към класа на ацикличните наситени въглеводороди. Най-простият представител е метанът. Редицата продължава неограничено. Алканите се срещат в природата като съставна част на нефта, но могат да се получат и чрез химичен синтез.

## Етимология
Наименованието алкани произтича от aliphas – масло, тъй като участват в растителните и животинските мазнини. Наименованието им парафини е свързано с ниската им химична активност.

## Хомоложен ред и номенклатура
| Наименование | Химична формула |
| ------------ | --------------- |
| Метан        | CH4             |
| Етан         | C2H6            |
| Пропан       | C3H8            |
| Бутан        | C4H10           |
| Пентан       | C5H12           |
| Хексан       | C6H14           |
| Хептан       | C7H16           |
| Октан        | C8H18           |
| Нонан        | C9H20           |
| Декан        | C10H22          |
| Обща формула | CnH2n + 2       |

В този ред всеки следващ алкан се различава по състав от предходния с по една метиленова група (CH2)
Наименованията се получават от гръцките бройни съществителни с наставка -ан. Първите четири наименования (метан, етан, пропан и бутан) са изключение и се използват тривиални наименования.
| Физични свойства на алканите | Физични свойства на алканите | Физични свойства на алканите | Физични свойства на алканите | Физични свойства на алканите | Физични свойства на алканите |
| ---------------------------- | ---------------------------- | ---------------------------- | ---------------------------- | ---------------------------- | ---------------------------- |
| n                            | Название                     | Т.к.                         | Т.т.                         | Плътност                     | Показатели                   |
| 1                            | Метан                        | −164                         | −182,48                      | 0,466 (-452324)              | -                            |
| 2                            | Етан                         | −88,63                       | −183,3                       | 0,546                        | -                            |
| 3                            | Пропан                       | −42,1                        | −189,7                       | 0,5853 (-45)                 | -                            |
| 4                            | Бутан                        | −0,5                         | −138,35                      | 0,5788                       | 1,3326                       |
| 4а                           | Изобутан                     | −11,73                       | −159,60                      | 0,5510                       | 1,3508                       |
| 5                            | Пентан                       | 36,1                         | −130                         | 0,626                        | 1,3575                       |
| 6                            | Хексан                       | 68,7                         | −95                          | 0,659                        | 1,3749                       |
| 7                            | Хептан                       | 98,4                         | −91                          | 0,684                        | 1,3876                       |
| 8                            | Октан                        | 125,7                        | −57                          | 0,703                        | 1,3974                       |
| 9                            | Нонан                        | 150,8                        | −54                          | 0,718                        | 1,4054                       |
| 10                           | Декан                        | 174,1                        | −30                          | 0,730                        | 1,4119                       |
| 11                           | Ундекан                      | 195,9                        | −25,6                        |                              |                              |
| 12                           | Додекан                      | 216,3                        | −9,7                         |                              |                              |
| 13                           | Тридекан                     | 235,5                        | −6                           |                              |                              |
| 14                           | Тетрадекан                   | 253,6                        | 5,5                          |                              |                              |
| 15                           | Пентадекан                   | 270,7                        | 10                           |                              |                              |
| 16                           | Хексадекан                   | 287,1                        | 18,1                         |                              |                              |
| 17                           | Хептадекан                   | 302,6                        | 22                           |                              |                              |
| 18                           | Октадекан                    | 317,4                        | 28                           |                              |                              |
| 19                           | Нонадекан                    | 331,6                        | 32                           |                              |                              |
| 20                           | Ейкозан                      | 345,1                        | 36,4                         |                              |                              |
| 21                           | Генейкозан                   | 215 (15 мм рт ст)            | 40,4                         |                              |                              |
| 22                           | Докозан                      | 224,5 (15 мм рт ст)          | 44,4                         |                              |                              |
| 23                           | Трикозан                     | 234 (15 мм рт ст)            | 47,4                         |                              |                              |
| 24                           | Тетракозан                   | 243 (15 мм рт ст)            | 51,1                         |                              |                              |
| 25                           | Пентакозан                   | 259 (15 мм рт ст)            | 53,3                         |                              |                              |
| 26                           | Хексакозан                   | 262 (15 мм рт ст)            | 57                           |                              |                              |
| 27                           | Хептакозан                   | 270 (15 мм рт ст)            | 60                           |                              |                              |
| 28                           | Октакозан                    | 280 (15 мм рт ст)            | 61,1                         |                              |                              |
| 29                           | Нонакозан                    | 286 (15 мм рт ст)            | 64                           |                              |                              |
| 30                           | Триаконтан                   | 304 (15 мм рт ст)            | 66                           |                              |                              |
| 40                           | Тетраконтан                  | –                            | 81,4                         |                              |                              |
| 50                           | Пентаконтан                  | 421                          | 92,1                         |                              |                              |
| 60                           | Хексаконтан                  | –                            | 98,9                         |                              |                              |
| 70                           | Хептаконтан                  | –                            | 105,3                        |                              |                              |
| 100                          | Хектан                       | –                            | 115,2                        |                              |                              |

С изключение на първите три хомолога при алканите съществува само верижна изомерия. Алканите могат да бъдат с права (наречени нормални, n-) или разклонена верига (изоалкани). Когато два еднакви заместителя са свързани с един и същ въглероден атом, те се означават като геминални (гем-) изомери, а когато са на съседни атоми – вицинални (виц-). Алкани, при които въглероден атом е свързан с три метилови групи, се означават като неоалкани (нео-).
Алкани с циклична верига се обособяват в отделен клас, наречен циклоалкани

## Състав и строеж
В състава на алканите участват само въглеродни и водородни атоми. Химичните връзки между въглеродните атоми са прости, неполярни ковалентни, а между въглеродните и водородните атоми – слабо полярни. Въглеродните атоми са в sp3-хибридно състояние. Молекулите на алканите са неполярни.

## Свойства
- С увеличаване на молекулната маса температурите на топене и кипене се повишават.
- Първите четири алкана при обикновени условия са газове, следващите до хексадекана са течности, а след него са твърди вещества.
- Газообразните и твърдите алкани нямат миризма, а течните имат специфична бензинова миризма.
- Алканите са неразтворими във вода, но разтворими в неполярни органични разтворители като CCl4
- По химичните свойства алканите са подобни на метана.
- Поради малката си реакционна способност алканите са получили названието парафини (бедни на активност).
- Алканите горят с отделяне на голямо количество топлина. Получава се вода и въглероден диоксид:
{\displaystyle {\ce {CH4 + 2O2 -> CO2 + 2H2O + Q}}}
- Алканите участват в заместителни реакции с халогени. Последователно се заместват един, два или повече водородни атома. Получават се халогенопроизводни на алканите. Реакциите се извършват по верижно-радикалов механизъм. Халогенирането протича под действие на пряка слънчева светлина.
  1. {\displaystyle {\ce {C2H6 + Cl2 -> C2H5Cl + HCl}}}
  2. {\displaystyle {\ce {C2H5Cl + Cl2 -> C2H4Cl2 + HCl}}}
  3. {\displaystyle {\ce {C2H4Cl2 + Cl2 -> C2H3Cl3 + HCl}}}
  4. {\displaystyle {\ce {C2H3Cl3 + Cl2 -> C2H2Cl4 + HCl}}}
  5. {\displaystyle {\ce {C2H2Cl4 + Cl2 -> C2HCl5 + HCl}}}
  6. {\displaystyle {\ce {C2HCl5 + Cl2 -> C2Cl6 + HCl}}}
- Хлороетанът се използва в медицината и зъболечението за местна упойка. Дихлороетанът, дихлорометанът и тетрахлорметанът се използват като разтворители на органични вещества. Трихлорометанът, известен като хлороформ, е широко разпространено упойващо вещество. Фреоните представляват алкани, чиито водородни атоми са заместени с флуорни и хлорни.
- Освен връзките C-H при алканите могат да се разкъсат и връзките C-C. Тези реакции протичат при високи температури или в присъствието на катализатори. Наричат се крекинг-процеси.

## Получаване
Алканите могат да се получат по различни лабораторни и промишлени методи. Основен природен източник на алкани са нефта и земния газ.
- Синтез на Вюрц

При взаимодействие на хлорометан с натрий се получават натриев хлорид и въглеводород със състав C2H6, наречен етан. Процесът е известен като реакция на Вюрц.
{\displaystyle {\ce {H3C-Cl + 2Na + Cl-CH3 -> H3C-CH3 + 2NaCl}}}
Получаване на пропан по метода на Вюрц:
{\displaystyle \mathrm {H_{3}CCl+2\ Na+ClCH_{2}CH_{3}\longrightarrow {\begin{cases}CH_{3}CH_{2}CH_{3}\\CH_{3}CH_{3}\\CH_{3}CH_{2}CH_{2}CH_{3}\end{cases}}+2NaCl} }

## Разпространение
Алканите влизат в състава на нефта и природния газ, откъдето се добиват за промишлени цели. Използват се като висококалорично гориво. Смес от газовете пропан и бутан се използва като екологично чисто гориво за автомобилите. Алкани с висока молекулна маса влизат в състава на вазелините, които се използват в козметиката и медицината. От висшите алкани се получава парафин.